# Ciarlataneria

Due agenti dell'FDA in posa con indosso aggeggi miracolosi per una foto destinata alla stampa; questa mascherina veniva pubblicizzata come in grado di curare la tubercolosi e i reumatismi grazie al medicamento contenuto al suo interno. Scienziati dell'FDA stabilirono che il farmaco conteneva iodio, alcol, cloroformio e olio di eucalipto.

La ciarlataneria, spesso sinonimo anche di frode sanitaria, è quella pratica medica fraudolenta o inadeguata che prevede trattamenti non testati o scientificamente confutati, promossi a livello professionale o divulgativo da ciarlatani e venditori di olio di serpente, ovvero da coloro che si spacciano per medici in maniera fraudolenta o ingannevole come esperti in campo medico o da chi finge, professionalmente o apertamente, di possedere abilità, conoscenze, qualifiche o credenziali che non possiede.

## Descrizione
Tra gli elementi comuni della ciarlataneria generalmente vi sono diagnosi discutibili che utilizzano esami diagnostici discutibili, nonché trattamenti non testati o provati, in particolare per malattie gravi come il cancro. La ciarlataneria è spesso descritta come "frode sanitaria" e ha come caratteristica saliente la promozione aggressiva di tali trattamenti.